# Baticum (canção)
Baticum é uma canção dos cantores brasileiros Gilberto Gil e Chico Buarque, lançada em 1989 no álbum de Gil, O Eterno Deus Mu Dança e no álbum homônimo de Chico do mesmo ano.
Em 2003, Chico também a gravou no DVD ao vivo Chico ou O País da Delicadeza Perdida.

## Composição
A letra da música cita diversas empresas e multinacionais, como a Benetton, a Sanyo, a Warner, a TV Globo, a General Electric, a Macintosh e o Carrefour e como elas acabam monopolizando uma festa fictícia e outrora independente e popular na beira do mar.

## Créditos
Créditos adaptados do site oficial de Gilberto Gil:
- Gilberto Gil – Voz, violão e composição
- Chico Buarque – Voz e composição
- Celso Fonseca – Guitarra
- William Magalhães – Teclado
- Jorginho Gomes – Bateria
- Marçalzinho – Percussão
- Ana Fontes – Vocais de apoio
- Cecília Spyer – Vocais de apoio
- Luna Messina – Vocais de apoio
- Didi Gomes – Baixo